# ازنیس ایرویز
ازنیس ایرویز (مغولی: Изинис Эйрвэйз ХХК) شرکت هواپیمایی مغولستانی است، که در سال ۲۰۰۶ تأسیس شد.